# New King James Version
New King James Version, NKJV är en reviderad version av den engelskspråkiga bibelöversättningen King James Bible. Arbetet tog sju år att utgavs i fulltext 1982. NKJV har strävat efter att behålla en del av den språkliga formen hos King James Version, men moderniserat vissa uttryck. Bland annat hade "Thou" och "Thee" ersatts av modernare "You".

### Fotnoter
1. ↑  ”New King James Version” (på engelska). Biblegateway. https://www.biblegateway.com/versions/New-King-James-Version-NKJV-Bible. Läst 5 maj 2016.